# Oxsjötjärnen (Vemdalens socken, Härjedalen)
Oxsjötjärnen är en sjö i Härjedalens kommun i Härjedalen och ingår i Ljungans huvudavrinningsområde. Sjöns area är 0,03 kvadratkilometer och den befinner sig 799 meter över havet.